# 海南同心结
海南同心结（学名：Parsonsia howii）为夹竹桃科同心结属下的一个种。

## 扩展阅读
- 維基物種上的相關：海南同心结